# Flygning

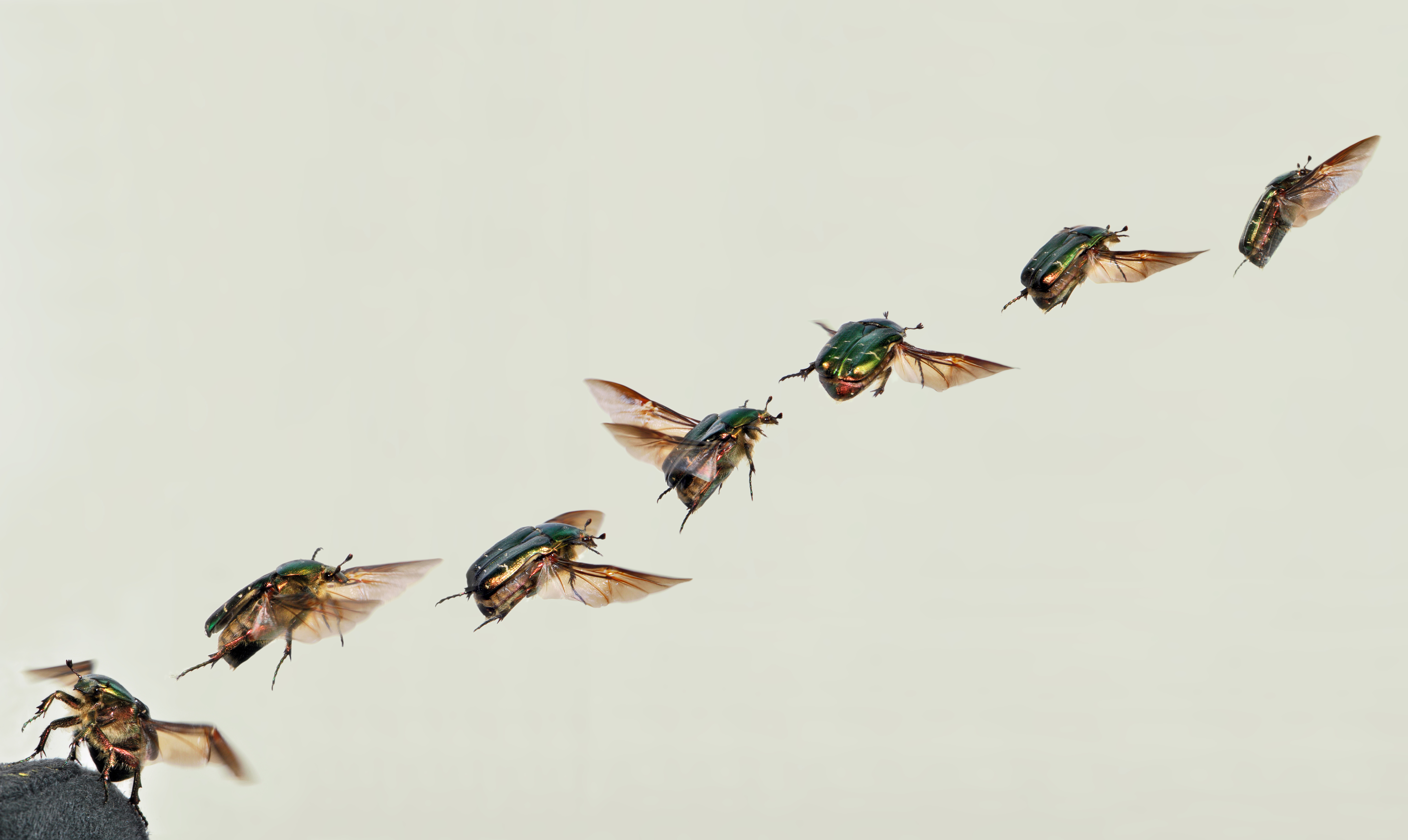
Gräsgrön guldbagge.

Flygning, flykt, att flyga, är en styrd rörelse av ett objekt genom en atmosfär, speciellt luft, eller i rymden, utan kontakt med marken. Flygning genereras genom lyftkraft, jetdrift, flytkraft eller med ballistisk kraft. Läran om rörelse genom luft kallas aerodynamik.

## Olika flygmetoder

### Flytkraft
Människan har skapat konstruktioner som är lättare än luft som kan flyga på grund av dess flytkraft i luft.

### Aerodynamisk flykt

#### Glidflykt kontra aktiv flykt
Vissa saker som kan flyga genererar inte någon rörelseenergi för att förflytta sig genom luften vilket kallas glidflykt. Andra tillför rörelseenergi på olika sätt och kan därigenom lyfta vilket kallas aktiv flykt. Mindre objekt kan även passivt förflyttas med vindar och genom termik. I naturen kallas sådana växter och djur gemensamt för luftplankton.

##### Flygande djur
Flygförmåga hos djur, antingen aktiv flykt eller olika former av glidflykt, har utvecklats separat flera gånger genom konvergent evolution hos flera olika djurgrupper. Aktiv flykt har utvecklats hos minst fyra separata djurgrupper, insekter, flygödlor, fåglar och fladdermöss, och glidflykt har utvecklats hos ännu fler djurgrupper som fiskar, ormar och flera däggdjur som flygekorrar, ringsvanspungråttor och taggsvansekorrar.